# Vladimir Logar
Vladimir Logar, slovenski gospodarstvenik in politik, * 20. december 1920, Cerknica, † 2008.
Logar je leta 1940 kočal Srednjo tehnično šolo v Ljubljani. Od 1941 do 1944 je bil v nemškem vojnem ujetništvu iz katerega je pobegnil in se vključil v Koroški odred. Po končani vojni je začel delati v gospodarstvu. Leta 1961 je diplomiral na ljubljanski Ekonomski fakulteti. V letih 1963 - 65 je bil sekretar odbora za industrijo skupščine SFRJ, nato direktor tovarne radijskih sprejemnikov v Sežani, leta 1966 pa je postal generalni direktor podjetja Iskra v Kranju. Logar je bil od leta 1974 do 1978 podpredsednik skupščine Socialistične republike Slovenije ter član CK ZKJ. 
Leta 1972 je dobil nagrado sklada Borisa Kraigherja.